# Galgenbergsiedlung (Schipkau)

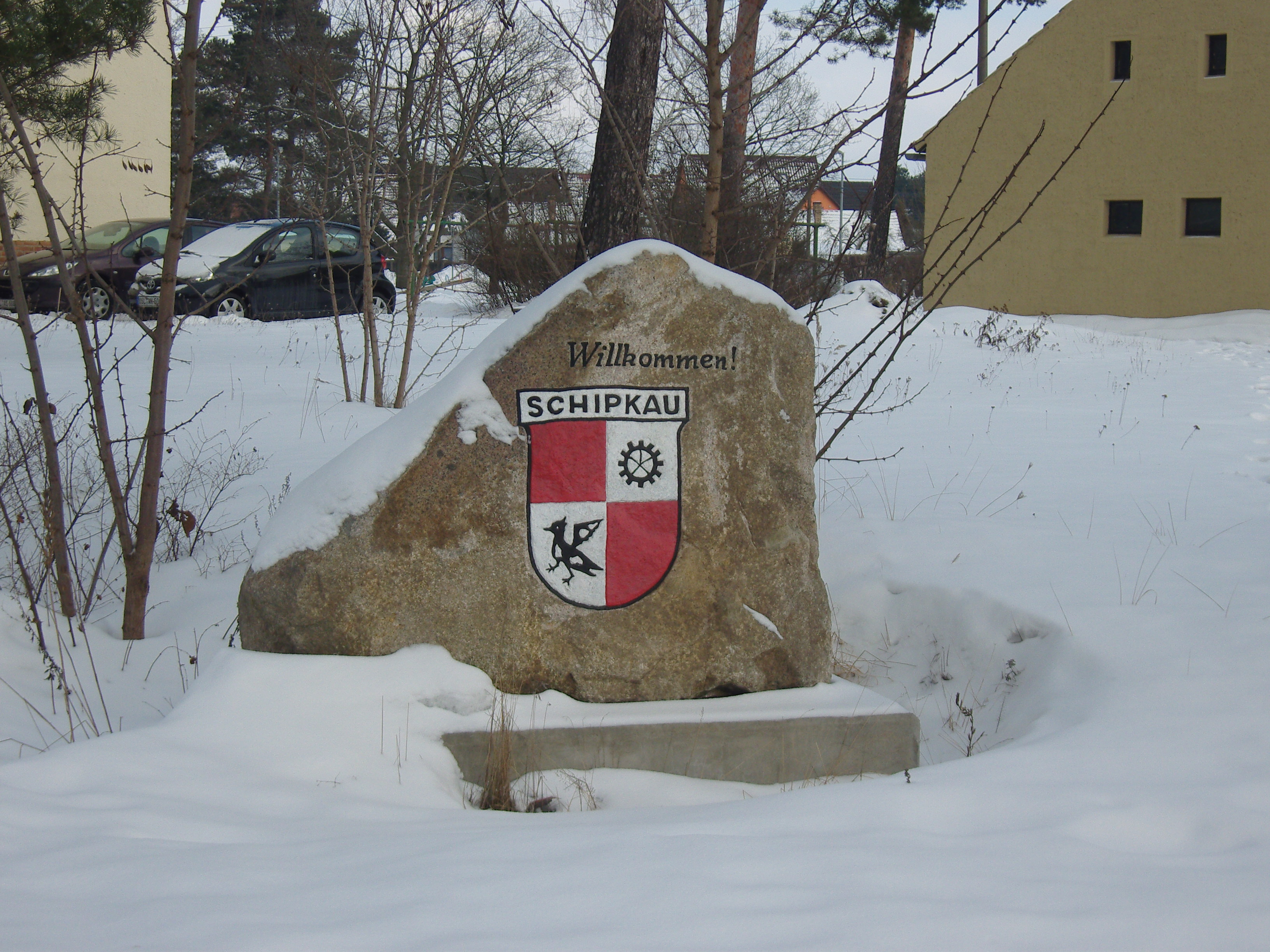
Schipkau Galgenbergsiedlung
(Ruhlander Straße / Glück-Auf-Straße),
Anfahrt aus Richtung Kostebrau: Findling mit altem Schipkauer Ortswappen

Als Galgenbergsiedlung (vereinfacht auch nur Siedlung genannt) bezeichnet man den südlichen Teil der Ortschaft Schipkau im brandenburgischen Landkreis Oberspreewald-Lausitz.

## Geschichte
Die Galgenbergsiedlung entstand Ende der 1950er / Anfang der 1960er Jahre und war eine Neusiedlung für die ehemaligen Bewohner der Kolonie Vogelberg, die dem Tagebau Klettwitz weichen mussten. Die damaligen Behörden taten alles, um die Umsiedler bei Laune zu halten. Neben großzügigen Wohnungen und Reihenhäuschen entstanden in kurzer Zeit das Kulturhaus, ein Schwimmbad sowie ein Sportplatz mit Freilichtbühne und Parkanlagen. In der neuen Siedlung eröffneten kleine Geschäfte, Cafés, Restaurants und Kneipen. Selbst Pläne für einen Bahnanschluss von Lauchhammer und Schwarzheide aus in Richtung Sallgast und Großräschen soll es gegeben haben, sie wurden jedoch mit der endgültigen Stilllegung der Schipkau-Finsterwalder Eisenbahn niedergelegt.
Jedes Jahr zum Osterfest wurde zum Motocross auf dem Galgenberg geladen. Die Freilichtbühne lud immer freitags von April bis September zum Kino unter freiem Himmel. Am 1. Mai und zum Bergmannstag gab es auf dem dazugehörigen Festplatz ein Volksfest mit Bühnenshow und Konzertveranstaltung.

## Name

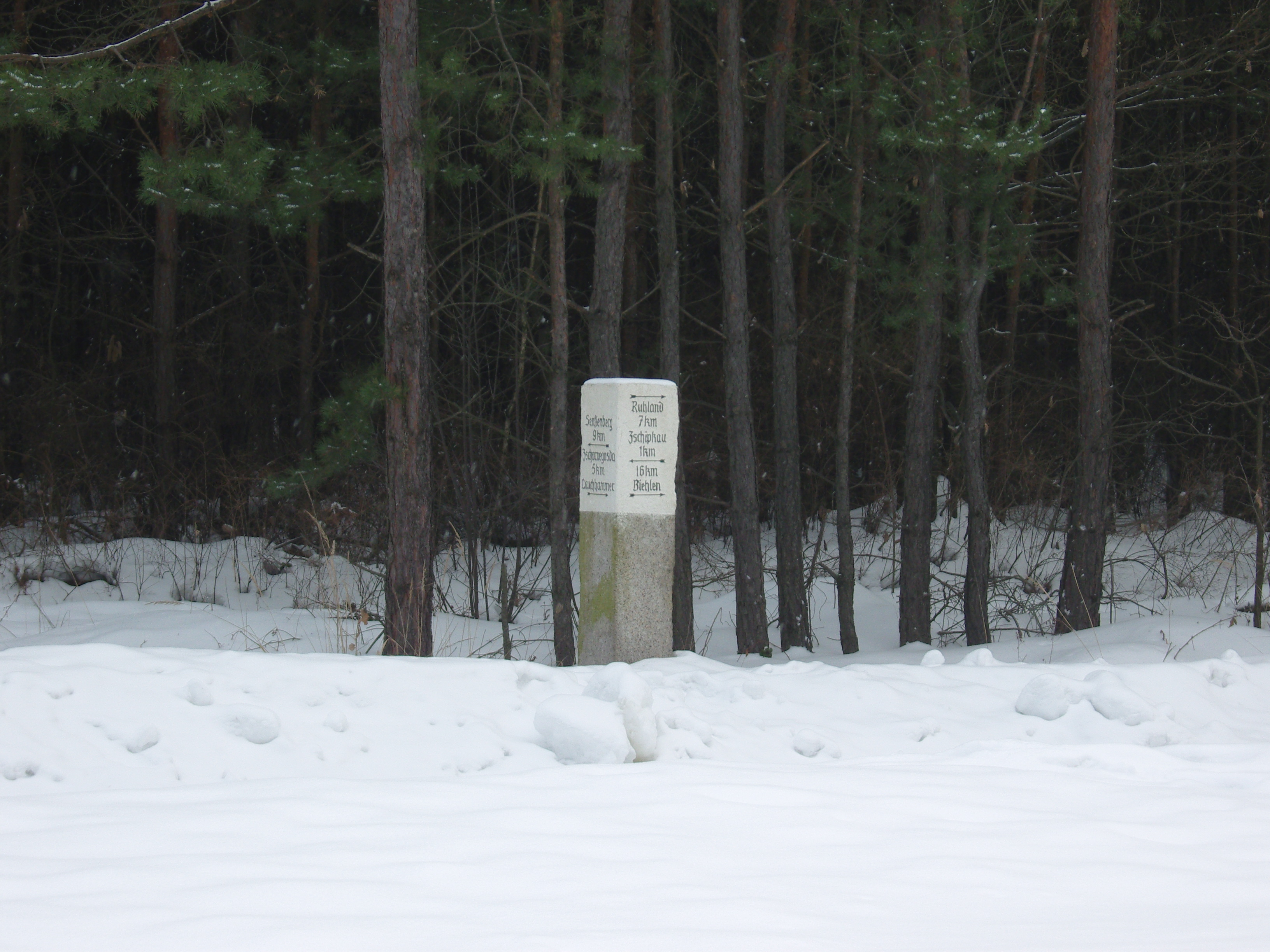
Alte Postmeile am Galgenberg

Ihren Namen verdankt die Siedlung einem alten gleichnamigen Hügel südwestlich von Schipkau nahe der alten Postmeile. Im Mittelalter soll man auf diesem Hügel einen Galgen errichtet haben. Nach Rückzug des Tagebaus Anna-Süd blieben an selbiger Stelle drei hügelartige Abraumaufschüttungen zurück, die heute als Galgenberge bezeichnet werden.

## Sehenswürdigkeiten/Denkmäler
- Alte Postmeile an der Ruhlander Straße[1]